# Jean Marquet
Jean Marquet est un écrivain français né le 4 août 1883 à La Seyne-sur-Mer et mort le 31 mai 1954 à Nice. Il a travaillé et habité pendant de nombreuses années en Indochine française, a appris les dialectes locaux à son arrivée, et s'est réellement intégré par imprégnation ce qui lui a permis de produire une œuvre riche sur la vie et les mœurs locales. La grande particularité de son œuvre est que le romancier ne se met pas à la place de l'Européen étranger mais à celle du paysan indochinois. « Jean Marquet, qui a pénétré l'âme des paysans anamites, qui s'est lui-même fait nhaqué ». 
Jean Marquet a également rédigé des œuvres de mœurs provençales.
Jean Marquet est un écrivain important dans la littérature française coloniale de son époque récompensé à plusieurs reprises pour ses œuvres. Sa précision, son objectivité et son attachement à l'Indochine où il a vécu de nombreuses années, en font une référence d'un grand intérêt historique et sociologique. Grâce à la curiosité, aux connaissances et à la grande précision de Jean Marquet ses romans sont une immersion totale qui livre d'une façon touchante une réalité sans parti pris. Ces mêmes qualités se retrouvent dans ses œuvres pédagogiques ou historiques.
Jean Marquet fait partie des auteurs qui « témoignent d'une conscience réelle de la situation coloniale ».

## Biographie
Jean Marquet est le fils d'Eugène, Hippolyte Marquet, capitaine d'armes de la marine, né à Monnetier-Mornex (Haute-Savoie) et de Caroline, Victoire, Antoinette Wiffling, originaire de La Seyne. Jean Marquet épousa, le 25 août 1910, Julienne, Cécile Audibert avec laquelle il eut deux enfants ; Odette Marquet née en 1911 à Hanoï et décédée en 1980, et Georges Marquet né en 1913 et mort pour la France à 27 ans en juin 1940 dans les derniers combats de la Somme face à l'envahisseur.
Arrivé au protectorat du Tonkin (Indochine française) en 1902, Jean Marquet fera carrière dans l'administration des Douanes de l'Indochine dans laquelle il entra en 1902. Il y exercera notamment les fonctions d'Inspecteur de première classe, de Sous-Directeur au protectorat du Cambodge, et de Chef de la troisième circonscription (Province de Nam Định) avant de prendre sa retraite en tant qu'Inspecteur en chef des douanes en 1938.
C'est pendant qu'il exerçait ses fonctions en Indochine qu'il se mit à écrire. Les œuvres publiées alors en ont fait un écrivain renommé, incontournable dans son genre.
Le 2 août 1914, il est mobilisé par la France au 3e d'artillerie coloniale. Alors au front, le 13 août 1918, à la fin de la guerre, il sera grièvement blessé par une bombe larguée par l'aviation allemande et même donné pour mort par les médecins. Polytraumatisé, il sera réformé en juin 1919. Pour ses services, il fut fait chevalier de la Légion d'honneur.
Très atteint physiquement des suites de ses blessures de guerre et affectivement par la mort prématurée de son fils, Jean Marquet est décédé à Nice le 31 mai 1954. Entouré de nombreux amis et de sa famille qui avait pris soin de lui les dernières années de sa vie, il fut inhumé à la Seyne-sur-Mer (Var), son pays natal.
On mentionnera, en épilogue de sa vie, la préface qu'il consacra à sa femme Julienne in "La Jaune et le Blanc" :
À celle qui, d'un cœur égal partagea les heures de douleur et de joie, à celle qui me donna deux beaux enfants, à ma femme.

## Œuvre
Ses romans sur l'Indochine en plus d'être poétiques et vivants ont la précision, l'intérêt historique et sociologique de véritables études sur les mœurs indochinoises de l'Annam et du Tonkin. De la même manière, les événements sont narrés avec précision, les paysages sont dépeints parfaitement et constituent la toile de fond d'un tableau très réaliste. La grande particularité de son œuvre est que le romancier ne se met pas à la place de l'européen étranger mais à celle du paysan indochinois.
Jean Marquet écrivit également des œuvres relatives aux mœurs provençales qu'il connaissait et d'autres œuvres de genres divers. Ainsi, c'est logiquement qu'en 1926 Jean Marquet fit pour les "Amis du Vieux Toulon" un discours sur l' "Indochine et les Provençaux".
Jean Marquet fut titulaire colonial de l'Académie de Province, à Paris, et de l'Association des écrivains combattants qui était alors présidé par Claude Farrère, et Roland Dorgelès.
Jean Marquet côtoya de nombreux éminents écrivains comme Claude Farrère, Roland Dorgelès, Henri Pourrat, Jean Ajalbert...